# Oxyethira tenei
Oxyethira tenei är en nattsländeart som beskrevs av Gibon, Guenda och Coulibaly 1994. Oxyethira tenei ingår i släktet Oxyethira och familjen smånattsländor. Inga underarter finns listade i Catalogue of Life.